# ビーストサーガ
『ビーストサーガ』（Beast Saga）は、タカラトミーの玩具、ならびに玩具とのメディアミックスとして『最強ジャンプ』（集英社）で連載された本城まなぶによる日本の漫画作品。また、2013年1月13日から2013年9月29日までテレビ東京系列にて放送されていたテレビアニメ作品および同名の主題歌。

## 概要
2012年9月に発売された対戦型ダイスバトルホビー。ダイスをセットできるフィギュアを使用し対戦バトルを行う。
なお、キャラクター名や世界観は、1987年にタカラ（当時）より『トランスフォーマー』シリーズの関連商品として発売されたフィギュア玩具「ビーストフォーマー」（テレビアニメ『ザ☆ヘッドマスターズ』にも登場）から一部流用しており、本作はさらにギミックを追加した実質的なリブート作品である。

## 基本アイテム
ビースト（フィギュア）
胸にロット（ダイス）をはめ込み、後ろから押してシュートする。
バトルロット
キャラクター固有の攻撃ダイスで、キャラ固有のダイス目がある。エンブレムが出たときは必殺技発動となる。バランスタイプ、フラットタイプ、インパクトタイプの種類がある。
タイプ バリアブル
ゴールダー専用バトルロットで、シュート直前に自由にダイス目を変更可能。
タイプ インパクト
超勝デッキ専用バトルロットで、ダイス上面を回転させることで2モードに変形可能。

マジックロット
逆転用魔法ダイスで、全てのキャラが使用できる。マジックエンブレムが出たときにマジック効果が発動する。
ブースト
書かれた数字分をバトルロットにプラスする。
ミラー
相手の必殺技を相手に返す。
ブレイク
相手のマジックロット効果を無効にする。
ドーピング
未使用のマジックロットを捨てた分だけ、バトルロットの目にプラスする。失敗した時は捨てなくてよい。
リバース
相手のバトルロットを逆さまにする。事前に相手の裏面を確認するのは可能。
チェンジ
相手と自分のバトルロットを交換する。
ジョイン
自分のバトルロットの数字に裏面の数字をプラスする。
インバース
自分のバトルロットを逆さまにする。

ビーストカード
タップ（横向き）することで攻撃やトクシュノウリョク（特殊能力）を選択する。また書かれている数字でマジックロットの数が決まる。

## 遊び方

### 基本
- フィールドにデッキ（3体のフィギュアと対応する3枚のカード）をセットする。バトルロットはフィギュアと同じものをセット、マジックロットは3枚のカードの数字の合計分をマジックロットエリアに置くことができる。
- ジャンケンで先攻後攻を決め、ターゲットフェイズ、バトルロットフェイズ、マジックロットフェイズ、ジャッジフェイズ、エンドフェイズの順に行い、最後にターンエンドで攻守変更。全てのビーストを倒したら勝利となる。

### ターゲットフェイズ
- 攻撃する側のプレイヤーが、行動させるビーストのカードをタップ（横向き）して（左タップの場合はアタック、右タップの場合は特殊能力を使用）、攻撃する相手を指定する。相手プレイヤーは指定されたビーストのカードをタップする。特殊能力はバトル中、ビースト1体に付き1回しか使用できない。

### バトルロットフェイズ
- お互いにバトルエリアで「3、2、1、ビーストファイト!」の掛け声でバトルロットをシュートする（DXダイスバトルコロシアムを使用した場合は自動振動してダイス目が変わる）。
- お互いの数値を比べ、引き分け（もしくは両方エンブレムの場合[3]）はもう一度、その他は出た目のままBエリアに置く。

### マジックロットフェイズ
- バトルロットの数字の小さい方が先攻、大きい方が後攻で、マジックロット1個のシュートが可能。
- エンブレムが出たら成功、出なかったら失敗。出た目をそのままMエリアに置く。

### ジャッジフェイズ
- バトルロットとマジックロットを合わせ数字の大きいほうが勝利。
- バトルロットでビーストエンブレム（必殺技）が出た場合は、ミラーなどの対抗手段がない限り勝利。
- ジャッジフェイズで、バトルロットがどちらもエンブレムの場合は、特殊能力やマジックロットの効果で比べる。

### エンドフェイズ
- 勝ったプレイヤーは、バトルロットをセットしたフィギュアをビーストエリアに戻し、カードをアンタップ（縦向き）にし、使用したマジックロットをドロップエリアに置く。
- 負けたプレイヤーは、負けたフィギュア、バトルロット、マジックロット、カードをドロップエリアに置く。
- 最終の数値が同じだった場合は引き分けとなり、フィギュアはビーストエリアに戻し、マジックロットはドロップエリアに置く。

### ターンエンド
- 後攻のプレイヤーのターンに移り、ターゲットフェイズから同様の行動を行う。

## 商品ラインナップ
スターター
- BS-01 スターター陸の王国グロリアデッキ
- BS-02 スターター海の軍団デスハートデッキ
- BS-15 スターター空の戦士ソアラ聖国デッキ
- BS-20 陸海空DXスターターセット
- BS-21 スターター陸の好敵手ゴールダーデッキ
- BS-47 超勝（スーパーウイニング）デッキタイプインパクト

ブースター
- BS-03 ランダムブースターvol.1 バーストコレクション
- BS-04 ビーストファイトコレクション ライオーガ
- BS-05 ビーストファイトコレクション エレドラム
- BS-06 ビーストファイトコレクション ロングジラフ
- BS-07 ビーストファイトコレクション ビルソード
- BS-08 ビーストファイトコレクション ドルファン
- BS-09 ビーストファイトコレクション バメット
- BS-10 ビーストファイトコレクション モリーク
- BS-16 ビーストファイトコレクション ギャリソンG
- BS-17 ビーストファイトコレクション アルダイル
- BS-18 ビーストファイトコレクション ライナス
- BS-19 ビーストファイトコレクション ターロック
- BS-22 ランダムブースターvol.2 バーストコレクション2
- BS-23 ビーストファイトコレクション バニキス
- BS-24 ビーストファイトコレクション カンニガル
- BS-32 ビーストファイトコレクション オーガ
- BS-33 ビーストファイトコレクション バッファム
- BS-34 ビーストファイトコレクション セイラス
- BS-36 ビーストファイトコレクション アルジャイロ
- BS-37 ビーストファイトコレクション マンタレイ
- BS-38 ビーストファイトコレクション グエール
- BS-40 ランダムブースターvol.3 バーストコレクション3
- BS-41 ビーストファイトコレクション モーガン
- BS-42 ビーストファイトコレクション ダッカー
- BS-43 ビーストファイトコレクション ワンダーリバー

ガチャブースター
- ガチャブースター vol.1

マジックロットブースター
- BS-11 マジックロットブースターvol.1 リバース
- BS-12 マジックロットブースターvol.2 チェンジ
- BS-25 マジックロットブースターvol.3 ジョイン
- BS-26 マジックロット ブースターvol.4 インバース

フィールド
- BS-13 オフィシャルダイスバトルフィールド
- BS-14 DXダイスバトルコロシアム

ジップロットマシン
- BS-27 ジップロットマシンvol.1 ジップランダー
- BS-28 ジップロットマシンvol.2 ジップスカイダー
- BS-49 ジップロットベースvol.1 ジップコマンドベース
- BS-39 ジップロットマシンvol.4 ジップダイバー
- BS-48 ジップロットベースvol.2 ジップリペアベース

ソフビ
- BS-29 ビーストソフビコレクション ライオーガ
- BS-30 ビーストソフビコレクション キラーシャーク
- BS-31 ビーストソフビコレクション キャプテンイーグル

ビーストバトルデバイス
- BS-45 ビーストバトルデバイス レッドVer
- BS-46 ビーストバトルデバイス ブルーVer

## テレビアニメ
2013年1月13日から9月29日までテレビ東京系列で放送された。全38話。声優・ネット体制・映像フォーマット・製作委員会の一部組み合わせなどは前番組『メタルファイト ベイブレード ZEROG』から引き継ぐ形となる。
2014年8月21日からdアニメストアにて、TV版の全38話を半分の19話に纏め、TV未放送のソアラ聖国編7話を追加した全26話が配信されたが、2016年8月21日に配信を終了した。

### ストーリー
地球から遠く離れたビースト星には、ヘッドパーツ/ボディパーツ/ボトムパーツから構成されたゴッドロットという神秘のエネルギー体が存在していた。
炎・水・空3つのゴッドロットは、それぞれの種族によって守られていた。
そのうちの一つである炎のゴッドロットを保管している、陸の種族の国・グロリア王国は国王ライオーガによって平和が保たれていたが、ある時ゴッドロットを巡る戦いに巻き込まれてしまう。

### 登場人物

#### 陸種族

##### グロリア王国軍
ライオーガ
声 - 楠大典
本作の主人公。グロリア王国の国王で、民から慕われている。鉄拳獰猛王の二つ名を持ち、闘いの際には素手で戦う傾向にある。ライオン種。
漫画版の番外編（アニメ版第12話）で、かつては剣で戦っていたが、ウルフェンとの戦いで誤ってウルフェンとレイディアを傷つけてしまい、剣を封印した過去を持つ。
アニメ版ではキラーシャークとの戦いに惨敗し、デスハート団からグロリア王国を守れなかった悔恨からデスハート団への復讐の想いを募らせていった。
プログレス攻防戦（アニメ版第24話）で水竜を倒した後、寡兵を率いてデッドロックへ突入。キラーシャークとの再戦に臨む。
その後、被災した民の笑顔を取り戻すためにグロリアフェスティバルを開催。ゴッドロットを悪用されぬようゴッドロットの管理のありかたを纏めるため、各種族の代表と共に三国会議に出席する。
その後、ソアラ聖国に招待されたが、それはパーゴラーの罠だったことにより、神官達に生贄にされかけた。暗黒神デスコンドルとの戦いをくぐり抜けて行き、ゴッドロットの力で全ての民に勇気を与える。
ビッグセロウ
声 - 井上剛（冒頭ナレーションも兼任）
グロリア王国・参謀長。ライオーガの頼れる右腕で、幼馴染みでもある。シカ種。
若い頃は不良の道に走り周囲を心配させたが、本人にしてみればいろいろな経験をしてみたかっただけらしい。アニメ版では、子分のウマ種のビーストを引き連れて暴れていたが、何よりも大事にしていた。
訓練学校時代はライオーガとゴールダーの同級生でもあった。実は高所恐怖症である。
プログレス攻防戦（アニメ版第24話）で参戦した後、王国に留まり復興作業に努める。アニメオリジナルストーリーのグロリアフェスティバルでは司会をした。
オーガ
声 - 江口拓也
ライオーガの息子で、グロリア王国の王子。奔放王子の二つ名を持つ。ライオン種。
漫画版ではグロリア王国軍とデスハート団の戦いの後に登場、アニメ版ではゴールダー反乱前の登場と差異がある。
漫画版はイタズラのシーンが多いが、アニメ版では父譲りの正義感を燃やすシーンが多い。
チタンバートンの裏切りに怒りビーストファイトを申し込んだが、卑怯（戦力）な戦法の前に敗北。療養しつつ、チタンバートンへの怒りを燃やし続け、リッチの町で再戦し、勝利した。
プログレス攻防戦（アニメ版第24話）で参戦した後、デッドロックへ向かう父に同行し、その決戦を見守る。後にゼブラックスから高速機動軍隊長の座を譲り受ける。
その後、中編で新しいサイコロットを身につけた。
アニメオリジナルストーリーではグロリア王国の未来のために一番大事なもの（民の笑顔）が戻っていないと気付き、グロリアフェスティバルを発案した。
レパーミント
声 - 本多陽子
ロイヤルガード。王を護衛する女性兵士である。黒ヒョウ種。
マンガでは牙錠砦の攻防、アニメ版では第1話（オリジナルストーリー）から登場。
ロイヤルガードになる以前はナース志望であり、アニメ版では看護学校に通い始めた看護師見習いだった。その頃の成績は優秀で、子供達に人気だった。
プログレス攻防戦（アニメ版第24話）で参戦した後、デッドロックに向かうライオーガに同行する。その後のオリジナルストーリーであるグロリアフェスティバルでは、自分の創作ダンスを披露した（実は看護学校に通う前からダンスを習っていた）が、突如乱入したシアンビの華麗な踊りに負けてしまう。
マインドリール
声 - 宮澤正
グロリア王国・内務大臣。マンドリル種。デスクワークを放り出して現場に向かうライオーガに苦労している。実は、先代の頃からの強者で今も腕は鈍ってない。
モリーク
声 - 坂巻学
超音波戦士。コウモリ種。アニメ版では陸種族だが、他媒体では空種族である。
スパイであり、オウルマイティと通じていた。

###### グロリア王国・重装攻撃軍
ライナス
声 - 平井啓二
グロリア王国・重装攻撃軍隊長。サイ種。
炎のゴッドロットを守るため、デスハート団に単身戦いを挑んだ。
漫画版ではマンタレイの一撃を受けて敗北、アニメ版ではマンタレイを倒しシーレンスを追い詰める大奮戦を見せたが、ビルソードの神経毒の刃に刺された。
療養した後、プログレス攻防戦（アニメ版第24話）で参戦し、ライオーガとデッドロックへ突入。東方軍と共にパワーシャークを倒した。
アニメオリジナルストーリーのグロリアフェスティバル後、総司令官に就任した。
ギャリソンG
声 - 三宅健太
グロリア王国・重装攻撃軍強襲攻撃兵。ゴリラ種。
プログレス攻防戦（アニメ版第24話）に参戦した際は青い水竜へ果敢に攻撃を仕掛けるが、反撃を受け重傷を負ったものの回復し、アニメオリジナルストーリーのグロリアフェスティバルでは得意のドラム演奏を披露し、後に重装攻撃軍隊長に就任した。
リトルベア
声 - 矢部雅史
グロリア王国・重装攻撃軍重火器戦闘兵。クマ種。
マイペースかつ天然で、争いを好まない性格。語尾に「ベア」とつける。ロングジラフやジャンジャン（漫画版）と同じくスイッチが入ると攻撃的な性格になる。
プログレス攻防戦（アニメ版第24話）ではギャリソンGと共に青い水竜を攻撃するが、反撃を受け重傷を負ったものの後に回復した。
イグアス
声 - 村田太志
グロリア王国・重装攻撃軍特殊暗殺兵。礼儀正しい性格。イグアナ種。
プログレス攻防戦（アニメ版第24話）で参戦した後、グロリア王国へ戻る。
クリーナー
グロリア王国・重装攻撃軍ゲリラ戦闘闘士。数人存在する。ハイエナ種。
大多数はプログレス攻防戦（アニメ版第24話）で参戦した後、グロリア王国へ戻る。

###### グロリア王国・高速機動軍
ゼブラックス
声 - 千葉一伸
高速機動軍隊長。オーガの教育係も勤める。シマウマ種。
漫画版ではグロリア王国軍とデスハート団の戦いの後に初登場するが、アニメ版ではゴールダー反乱前に登場する。
アニメ版ではチタンバートンの裏切りを知り、自分にも責任があるとオーガに告げる。
プログレス攻防戦（アニメ版第24話）で参戦した後、グロリア王国へ戻る。後にオーガに隊長の座を明け渡し、隊長補佐となる。
ジーダム
声 - 村田太志
高速機動軍・機動戦兵。少々生意気なところがあるが、メカに詳しい少年兵。ハムスター種。
漫画版はデスハート団壊滅後の登場で戦闘での活躍は無いが、アニメ版ではゴールダー反乱前に登場しその後も要所で活躍する。
プログレス攻防戦（アニメ版第24話）で参戦した後、グロリア王国へ戻る。
ワンダーリバー
声 - 町田政則
高速機動軍・軍医。グロリア王国軍ではかなりの年長格で、嗅覚が鋭い。ゴールデン・レトリバー種。
漫画版はデスハート団壊滅後に、アニメ版ではゴールダー反乱前に初登場。
フォックスコーン
声 - 佐藤せつじ
高速機動軍・魔戦術兵。占いが得意で、語尾に「〜ぞな」とつけて話す。キツネ種。
プログレス攻防戦（アニメ版第24話）で参戦した後、グロリア王国へ戻る。
アニメオリジナルストーリーのグロリアフェスティバルでは手品を披露した。
チタンバートン
声 - 早志勇紀
高速機動軍・高速戦闘兵。チーター種。
漫画版の登場時点は第2話の武道場、アニメ版では第5話である。
アニメ版では刺激（スリル）を求めるあまり炎のゴッドロットの位置をビルソードに教え、プログレスに大被害をもたらす一因となった。
裏切り（本人は決して裏切っていないらしいが）に怒るオーガとの戦いに勝った後はグロリア王国からリッチの町へ移り、自分を逮捕しに来たオーガと戦い、目にも止まらぬ素早さでオーガを翻弄するも、チーターの習性を見抜かれ敗北した。
グロリア王国の牢屋に入れられていたが、後に出所し、ナイトオブサバンナの出であったため暗黒神の伝承を書いた書物を知っており、その情報を伝えた。

###### グロリア王国・特殊諜報軍
ロングジラフ
声 - 星野貴紀
特殊諜報軍隊長。キリン種。
言い間違いが多く優柔不断な性格だが、首を強打するとスイッチが入り攻撃的な性格になる。
プログレス攻防戦（アニメ版第24話）で参戦した後、グロリア王国へ戻る。
バニキス
声 - 矢部雅史
特殊諜報軍・ハイテク偵察兵。ウサギ種。
デリシャスホッグとトワイライトの街を調査して、メガテンペストの水竜のうち一体を目撃する。
アニメ版第25話でキャプテンイーグルに加勢した後、グロリア王国へ帰る。
ランドモグール
声 - 北沢力
特殊諜報軍・地中工作員。土佐弁で喋る。モグラ種。
プログレス攻防戦（アニメ版第24話）で参戦した後、グロリア王国へ戻る。
ビバップ
声 - 金田アキ
特殊諜報軍・水中工作員。陸種族では唯一、水中で自在に活動できる能力を持つ。ビーバー種。
トワイライトの街でメガテンペストに巻き込まれるも辛うじて生存、後に王国軍に水竜が三体いることを教えた。
アニメ版第25話でキャプテンイーグルに加勢した後、グロリア王国へ戻る。
デリシャスホッグ
特殊諜報軍・宮中料理人。ブタ種。
オカマ口調で、何やら独自の情報ネットワークを持つらしい（本人は「お友達」と呼称）。
バニキスとトワイライトの街を調査する最中、メガテンペストの水竜のうち一体を目撃する。
アニメ版第25話でキャプテンイーグルに加勢した後、グロリア王国へ戻る。
アニメオリジナルストーリーのグロリアフェスティバルでは観客にスペシャルメインをご馳走するために料理を披露した。

###### グロリア王国・輸送施設軍
エレドラム
声 - 武田幸史
輸送施設軍隊長。喋るのが遅い。ゾウ種。
ゴッドロットを奪ったゴールダーとの戦いに敗れた。
療養した後、プログレス攻防戦（アニメ版第24話）で参戦し、グロリア王国へ戻る。
バッファム
声 - 遠近孝一
輸送施設軍・轟力戦闘兵。水牛種。
カンニガルと共にゴールダーを止めにかかったが力及ばず突破された。
グロリアフェスティバルでは、カンニガルとアルジャイロと共にコーラスを披露した。
療養した後、プログレス攻防戦（アニメ版第24話）で参戦し、グロリア王国へ戻る。
カンニガル
声 - 逢坂良太
輸送施設軍・特務輸送兵。カンガルー種。
バッファムと共にゴールダーを止めようとしたが敗れてしまった。
療養した後、プログレス攻防戦（アニメ版第24話）で参戦し、グロリア王国へ戻る。
アルジャイロ
声 - 木島隆一
輸送施設軍・超装甲突撃兵。語尾に「〜じゃん」とつける。アルマジロ種。
療養した後、プログレス攻防戦（アニメ版第24話）で参戦し、グロリア王国へ戻る。
コアレム
輸送施設軍・迫撃戦闘兵。数人存在する。コアラ種。
大多数はプログレス攻防戦（アニメ版第24話）で参戦した後、グロリア王国へ戻る。
アニメオリジナルストーリーのグロリアフェスティバルではマスゲームを披露した。

##### グロリア王国・東方軍
グロリア王国に併合されたベンガ王国の勢力で構成されている。
漫画版はゴールダー以外のメンバーはデスハート団との決戦で各軍をサポートした。
アニメ版では第6話で高速機動軍とライオーガを救う活躍を見せたが、第7話から第11話まで反逆者で、ゴールダーの死後でその他のメンバーが懲役に服して、第23話で水竜を倒す為に脱獄し、ライオーガを加勢した。その後、ライオーガとデッドロックに向いて、デスハート団に復讐する。
ゴールダー / ホワイトゴールダー
声 - 武虎 / 幼少期 - 関根航
東方軍司令官。トラ種。ライオーガの学生時代からの盟友。
祖父の意思を継ぎ、グロリア王国の王を倒し、ベンガ王国を再興するため、炎のゴッドロットを求めている。
炎のゴッドロットのボトムパーツを手にしライオーガに叛乱を起し、迎撃に現われたライオーガと交戦しゴッドロットの力であと一歩まで追い詰めたが、ゴットロットの力を使いこなせず焼き尽くされ戦死する。
死後、謎の光（バーゴラー）によってソアラ聖国へ誘われ、神官団によって白い毛並みのホワイトゴールダーとして復活し、新たな力を得た。しかしゴードン師範に邪気を祓われ正気を取り戻し、デスコンドルを倒すためにライオーガたちと共闘する。
アニメ版ではデスコンドルの再封印後は行方不明となったが、漫画版では戦後、せっかく得た命を無駄にしたくないと言い残し、どこかへ去っていった。
ジャンジャン
声 - 武田幸史
東方軍副官、拳法師範代。パンダ種。食いしん坊の怠け者だが、格闘の動きは素早い。
アニメオリジナルストーリーのグロリアフェスティバルでは、パドレッサーの自動笹団子製造機で作った笹団子をつまみ食いしたが、モーガンに止められた。
パドレッサー
声 - 大室佳奈
東方軍・メカニカル工作員。レッサーパンダ種。気が小さい。
ジーダムは苦手で、自分の作ったメカを馬鹿にされている。デッドロック戦では敵の装置を改造して逆利用する機転の良さをみせた。
アニメオリジナルストーリーのグロリアフェスティバルのために自動笹団子製造機を作った（後にジャンジャンがつまみ食いしてしまった）。
モーガン
声 - 大畑伸太郎
東方軍・密偵。モモンガ種。任務に反して声がとても大きい。
アニメオリジナルストーリーのグロリアフェスティバルでは、つまみ食いしているジャンジャンを止めた。
シアンビ
声 - 斎賀みつき
東方軍・舞踏戦闘兵。ネコ種。キザな性格で、美しさにこだわるが、実は水が苦手。
アニメオリジナルストーリーのグロリアフェスティバルでは、自慢の華麗な踊りを披露し、その際に観客の女性たちをメロメロにした。

##### グロリア王国以外のビースト
ヒヅメ団
イノシシ種。
ウルフェン
声 - てらそままさき
ロンリーガンマン。オオカミ種。
過去にエルム村の村長からアイスベア盗賊団の討伐を依頼され、盗賊団に入りこんで壊滅させた。
直後、ライオーガからビーストファイトを申し込まれ引き受けたが、ライオーガからレイディアを庇って左眼に傷を負い、勝負を中断し、去っていった。
現在は用心棒を努めており、自分を逮捕しようとするチタンバートンに高速機動軍の撃退を依頼されるも、それに興味を持たず本人はライオーガと戦闘し、突如現れたビッグバイソンに人質にされたレイディアをライオーガに助けてもらったことで決着をお預けにし、去っていった。
レイディア
声 - 大室佳奈
エルム村に住んでいた少女。シカ種。
ライオーガとウルフェンとの戦いに割って入ったが、ライオーガの剣の一撃を受け、片方の角を切断された。現在は想い人のウルフェンと共に旅をしている。
アイスベア盗賊団
過去にエルム村を支配していた盗賊団。シロクマ種。
ガララ
声 - 伊藤栄次
レパーミントの過去に登場した強盗。ガラガラヘビ種。
キャットファーザー
声 - 柴田秀勝
ビッグセロウの過去に登場したマフィア。ネコ種。
ビッグバイソン
リッチの町に住むならず者。バイソン種。
子分の仇をとるべく、レイディアを人質にウルフェンに復讐しようとするが、ライオーガが自ら人質に名乗り出たことに動揺した隙をつかれ敗北した。
ゴードン
声 - 飯島肇
ゴールダーやライオーガらのかつての訓練校時代の師範。ヤギ種。
バーゴラーに従ったふりをしてホワイトゴールダーと戦い、パーゴラーの手から連れ出す。

#### 海種族

##### デスハート団
ジャイール海を拠点に活動する海賊集団で、大勢のピラゾンを率いている。思想どころか利害の一致すら疑わしいまさに「烏合の衆」である故か守勢には弱く、ライオーガらグロリア王国軍の奇襲をうけると、シャーク三兄弟のうち二名が戦死、幹部二名が脱落した上根拠地を完全に破壊され一撃で壊滅してしまった。
キラーシャーク
声 - 小山剛志
デスハート団総督で、シャーク3兄弟の長男。ホオジロサメ種。
強者との戦いを求め、それに値しないものには決して容赦しない恐ろしいビースト。
極めて高い戦闘力を持ち、ゴールダー戦で疲弊していたライオーガを一度は倒した。
その後メガテンペストにより全世界に大損害を与えるが自身も大ダメージを受け、その直後にライオーガたちの奇襲を受けダメージを押しライオーガを迎撃するが、双方傷が癒えておらず全く互角の戦いを繰り広げるが、ゴットロットの力を完全に使いこなしたライオーガの攻撃を受け戦死した。
その後は復活を示唆する描写がなされているが、実際に復活したのかどうかは不明となっている。
シザーシャーク
声 - 遠藤大輔
シャーク3兄弟の次男。策謀を巡らす知略派で、自分で手を下すことは決してしない。ノコギリザメ種。
ビルソードとマンタレイをギリギリまで追い詰めたが、マンタレイの自己犠牲とビルソードの鼻先での一撃によって重傷を負った。
後に風の神官団によってゾンビとして蘇生され、ソアラ聖国で多数のゾンビピラゾンと共にライオーガに襲い掛かるも、あえなく敗北した。
パワーシャーク
声 - 岩崎征実
シャーク3兄弟の三男。好戦的な性格だが、頭を使うのは苦手な様子。シュモクザメ種。
アニメ版では目と目が離れて横についているため、顔の真正面が死角になっており、そこを突かれて戦死した。
後に死後、風の神官団によってゾンビとして蘇生された。アルダイルに雇われ暴虐の限りを尽くすが、キャプテンイーグルに倒される。
シーレンス
声 - 奈良徹
デスハート団の参謀的存在であるシーラカンス種。
ストレージ海出身といわれているが、本人が過去を語りたがらないため、はっきりしていない。
ビルソード
声 - 桐井大介
デスハート団・謀殺戦闘員。カジキ種。
斜に構えた態度を取る反面情に厚く、アニメ版ではアゴールを捨て駒にしようとするシーレンスに反発し、彼らを救ったこともある。
また相棒であるマンタレイとは強い絆で結ばれており、軽口を叩きながらも気にかけている。
後にマンタレイに同調してデスハート団を裏切り、シザーシャークに戦いを挑むことになる。
マンタレイ
声 - 柳原哲也
デスハート団・高速戦闘員。エイ種。ビルソードの相棒で、自ら話すことを拒絶した為、無口。
海賊稼業で稼いだお宝はどこかの施設に送っているらしい。港町トワイライトに来ては母親の薬代を稼がせる為にクマノミ少年の店に寄っているらしく、新しい磨きブラシをプレゼントするなど優しい面も。
クマノミ少年がメガテンペストにより消息を絶った（後に生存していたことが判明した）ことに怒り、デスハート団を裏切ってビルソードと共にシザーシャークに戦いを挑む。
シザーシャークを倒すため、彼を抑えてビルソードの攻撃を共に受けたが、自信は急所を外していたお陰で生存した。
モルガーニ
声 - 大林洋平
破壊戦闘員。カニ種。硬い装甲とスピードが武器だが、前後への移動は鈍いだが、横の移動は速い。
アニメ版ではオクトパージとコンビでいることが多い。漫画版での名称は「タラバーニ」となっている。
オクトパージ
声 - 遠近孝一
追撃戦闘員。タコ種。関西弁で喋るデスハート団の団員で、触手攻撃が得意。
アニメ版ではモルガーニとコンビでいることが多い。
サーモマンサー
声 - 伊藤栄次
深海の魔術師。シャケ種。アニメ版ではメガテンペストの儀を1月後に執り行おうとしたが、キラーシャークの命令で3日後に短縮された。
ピラゾン
声 - 中島ヨシキ、松尾大亮、近藤浩徳
一般戦闘員。数人存在する。ピラニア種。
ゾンビピラゾン
死の淵から蘇ったゴールダーの練習台のために、風の神官団によってゾンビとして蘇生したピラゾン。強さは生前よりも増しており、例え身体を切られても再生できる。
アゴール
声 - 中島ヨシキ、小田柿悠太、竹内栄治、高田千裕（妻）
海上戦闘員。トビウオ種。数人存在する。

##### 麟板宮殿
アルダイル
声 - 廣田行生
麟板宮殿暴君城主。ワニ種。大勢のグエールを率いており、水のゴッドロット・ボトムパーツを守護している。
大の酒豪で、酒を飲むとパワーアップする。ゴッドロットの力で生み出したニセ宝石をばら撒いたり人質を取るなど卑怯な手を使うことが多い。
後にデスハート団のビルソード、マンタレイと対決するが敗北し、ゴッドロットを奪われる。
後に神官団によってゾンビとして蘇生されたパワーシャークを使って暴挙に出るも、キャプテンイーグルにパワーシャークを倒され、自身はオトヒメにより老人にされてしまい、すっかりボケてしまった。
グエール
麟板宮殿両用使用人。カエル種。数人存在する。
セイラス
声 - 四宮豪
セイウチ種。アルダイルに雇われた傭兵。水のゴッドロットを狙うビルソードに敗北する。

##### 南海公国
ドンホエール
声 - 菅生隆之
南海公国・南海大公。クジラ種。平和主義者な反面、煮え切らない性格。
ドルファン
声 - 松本忍
南海公国・政務官戦士。イルカ種。
アニメ版第25話でキャプテンイーグルを加勢した後、南海公国へ戻る。
オルリッチ
声 - 落合弘治
南海公国・筆頭戦士。シャチ種。
アニメ版第25話でキャプテンイーグルを加勢した後、南海公国へ帰る。

##### 龍宮王国
オトヒメ女王
声 - 潘めぐみ
龍宮王国の王女。デスハート団壊滅後、ライオーガ、キャプテンイーグルと共に三国会議に出席した。
リュウコツマル
声 - 小森創介
タツノオトシゴ種。桃太郎侍のような口上を述べる。
ターロック
声 - 飯島肇
ウミガメ種。ライオーガの祖父とは友人。
ヒラリーズ
声 - 伊達朱里紗、土師亜文
龍宮王国・美少女部隊。女王を守護する4人の女性ヒラメ部隊。ただし1人だけ何故かカレイがいる。

#### 空種族

##### ソアラ聖国・風の戦士団
オウルマイティを除く、他の戦士はアニメ第24話終盤からで、グロリア王国軍を支援する。
キャプテンイーグル
声 - 土田大
風の戦士団・団長。世界平和のために奔走する理想主義者。ワシ種。
デスコンドルとの最終決戦でライオーガと共闘し、デスコンドルを再び封印するために犠牲となり、世界の平和をライオーガに任せ、消息不明となった。
その後はオウルマイティの手で復活の道が開かれようとしているが、捜索はまだ続いているらしい。
オウルマイティ
声 - 野島健児
風の戦士団・参謀博士。フクロウ種。
歴史家で暗黒神デスコンドルを研究しており、その成果をパーゴラーの暗黒神復活に利用される。風の戦士団の地位に付けたのもパーゴラーの力によるもの。
不信に思いながらもパーゴラーの命でキャプテンイーグルやライオーガたちを唆すが、自分の行動を悔い暗黒神封印に尽力し、その後はキャプテンイーグル復活の道を探している。
バメット
声 - 四宮豪
風の戦士団・開戦派先鋒。ツバメ種。
ダッカー
声 - 遠藤大輔
風の戦士団・放浪戦士。カモ種。
ファルカン
声 - 大林洋平
風の戦士団・瞬速戦士。ハヤブサ種。
ブンドット
風の戦士団・和平戦士。ハト種。数人存在する。
レインボーサム
声 - 矢部雅史
風の戦士団・行動隊長。オウム種。
パーゴラたちの罠とは知らずにライオーガたちをソアラ聖国に招待する。
ペギニス
風の戦士団・海洋戦士。ペンギン種。普段は龍宮王国にいる。
エミュネム
漫画版のみに登場。風の戦士団・烈風戦士。エミュー種。片言で話す。
神官団によって復活したゴールダーの実験台として用意された。巨体に似合わぬ素早さでゴールダーを翻弄するも、新たな力に馴染んだゴールダーに倒される。

##### ソアラ聖国・空の神官団
スワンイクシード
声 - 斎賀みつき
空の神官団・哀艶神官。ハクチョウ種。悲しいことを予知できる。
アニメ版第8話ではダッカーとバメットをグロリア王国の輸送施設軍の傷兵を応援のこと命令した。第23話ではメガテンペストを予知し、続く第24話でグロリア王国軍を祝福している。
唯一の女性神官。女性神官のみに暗黒神の再封印が伝えられるため、パーゴラーに命を狙われる。
パーゴラー
声 - 中村秀利
風の神官団・大神官。クジャク種。
戦死したゴールダーを国に導き、ホワイトゴールダーとして蘇生させた。暗黒神の復活を企む首謀者だったが、復活したデスコンドルに取り込まれる。
パラダイン
声 - 落合弘治
風の神官団。ハシビロコウ種。「ジャッハッハ」と笑う。パーゴラーの三神官の一人。復活したデスコンドルに取り込まれる。
グンバー
声 - 遠近孝一
空の神官団、憤怒神官。シャモ種。パーゴラーの三神官の一人。
ライオーガにしてゴールダーやウルフェンを凌ぐほどと言わしめる実力者。ライオーガに倒され不注意に封印石に触り消滅する。
カーラス
空の神官団、暗躍部隊。カラス種。数人存在する。

##### 暗黒神と悪の神官
デスコンドル
声 - 小山力也
空の神官団・初代大神官。コンドル種。ソアラ聖国に封印されし暗黒神。
かつては初代大神官の名のもと、傷ついた民を癒していたが、次第に民が欲望を露にしたことでその重圧に耐えきれず暴挙に出て、当時の戦士たちにより封印された。
神官団の暗躍によって巨大な怪鳥の姿で復活し、愚民を滅ぼして世界を平和にするため、風のゴッドロットの力で世界を破壊し尽くそうとする。オウルマイティに不完全な復活を見抜かれ、ライオーガによって体内から3つのゴッドロットを弾き出し、本来の姿に戻される。それでもスーパーライオーガたちを圧倒しさらに側近の2人をも取り込むが、ライオーガの鼓舞により人々から暗黒神の源である恐怖や絶望が薄らいだことで力が弱まり、ライオーガとホワイトゴールダーに倒され、スワンイクシードにより封印の織を作ることに成功する。
封印石が足りないことで封印は不完全であったが、ライオーガたちのサイコエナジーを集めて最後の封印である雷の槍は完成し、キャプテンイーグルの犠牲と引き換えに捨てられ谷に封印された。
バンダ
声 - 岩崎征実
空の神官団・感応神官。初代大神官の15人の神官団の内、神官団を裏切りデスコンドルに従った側近。デスコンドルがゴッドロッドの力を奪われた際に復活した。
暗黒神の忠誠のため嘴が縫い付けられているが、テレポアシー（テレパシー）で喋ることはできる。ドルファン&オルリッチの合体攻撃を食らい、ホワイトゴールダーに気合の炎で灰となって倒された後、デスコンドルに取り込まれる。
ライズ
声 - 成田剣
空の神官団・心眼神官。初代大神官の15人の神官団の内、神官団を裏切りデスコンドルに従った側近。デスコンドルがゴッドロッドの力を奪われた際に復活した。
暗黒神の忠誠のため瞳が縫い付けられており、目が見えない代わりに心眼で心を読むことができる。キャプテンイーグルに切断され倒された後、デスコンドルに取り込まれる。

#### その他のビースト

##### グロリア王国の関係者
クマノミ少年
声 - 潘めぐみ
グロリア王の国民であるクマノミ種の少年。病床の母に薬を買うため、靴磨きをしている。
アニメの第1話と第2話で登場し、アルダイルに人質に取られるがビッグセロウに救出された。
その後も度々登場し、第11話ではビルソードの靴磨きをするがチタンバートンには断られてしまった。
第21話では常連客のマンタレイから新しいブラシをプレゼントされ喜んでいた。
第23話で海が静かすぎるようになったと気付く。メガテンペストに巻き込まれ、後の消息は不明となっていたが、第32話で母と共に地下に隠れていたお陰で生還していた。
第33話では王国軍の戦士がいっぺんに見られると聞いて見逃せないとグロリアフェスティバルに来て、ライオーガと再会する。

### スタッフ
- 原作 - タカラトミー[7]
- 原案 - 篠原宏樹
- 監督 - 小野勝巳
- ストーリーテーラー - 吉川兆二
- ビーストデザイン - 高谷元基
- ブランドマネージャー - 横山拓也
- シリーズ構成 - 土屋理敬
- キャラクターデザイン - 長森佳容
- 美術監督 - 坂本信人
- 色彩設計 - なかむらちほ
- 撮影監督 - 久保村正樹
- 編集 - 小野寺桂子
- 音楽 - 亀山耕一郎
- 音響監督 - 松岡裕紀
- 音響効果 - 和田俊也
- 音響制作 - HALF H・P STUDIO
- 音楽制作 - 日本コロムビア
- 企画 - 鈴木大三、Greg Kilrea、池田哲也
- アニメーションプロデューサー - 八田正宣
- プロデューサー - 紅谷佳和（テレビ東京）、笹木理加
- アニメーション制作 - SynergySP
- 製作 - テレビ東京、d-rights

### 主題歌
オープニングテーマ「ビーストサーガ」
作詞 - 井上望 / 作曲・編曲 - 鈴木盛広 / 歌 - 谷本貴義
エンディングテーマ「Wake me up!」
作詞 - 井上望 / 作曲・編曲 - 村井大 / 歌 - 谷本貴義

### 各話リスト
タイトルコールの読み上げをライオーガ役の楠大典が担当している。
| 話数         | サブタイトル                         | 脚本             | 絵コンテ       | 演出                                     | 作画監督                      | 制作協力                       | 放送日         | マンガ版対応           |
| ------------ | ------------------------------------ | ---------------- | -------------- | ---------------------------------------- | ----------------------------- | ------------------------------ | -------------- | ---------------------- |
| 1            | 鉄拳獰猛王ライオーガ                 | 土屋理敬         | 小野勝巳       | まつだてつあき 石田暢                    | Kim,Eun Ha                    | MIGHTY MAX MOVIE Cho,Geum Nam  | 2013年 1月13日 | 第1話前半+α            |
| 2            | 暴君城主アルダイル                   | 土屋理敬         | 小野勝巳       | Lee,Hak Bin 石田暢                       | Song,Jin Yeong                | MIGHTY MAX MOVIE Cho,Geum Nam  | 1月20日        | アニメオリジナル       |
| 3            | ビーストファイト 戦士の決闘          | 土屋理敬         | 江上潔         | 石田暢                                   | Seo Jung Duck Shin Min Seop   | マジックバス                   | 1月27日        | アニメオリジナル       |
| 4            | 逆転! マジックロット                 | 土屋理敬         | 江上潔         | 石田暢                                   | Seo Jung Duck Shin Min Seop   | マジックバス                   | 2月3日         | アニメオリジナル       |
| 5            | マンダル山の罠                       | 福田裕子         | うえだしげる   | Han, Sung Hee 岩田和也                   | Kim, Eun Ha                   | MIGHTY MAX MOVIE Cho, Geum Nam | 2月10日        | 第2話前半+α            |
| 6            | 反撃! グロリア王国軍                 | 福田裕子         | うえだしげる   | Han, Sung Hee 岩田和也                   | Kim, Eun Ha                   | MIGHTY MAX MOVIE Cho, Geum Nam | 2月17日        | アニメオリジナル       |
| 7            | ゴールダーの反乱                     | 西園悟           | まついひとゆき | 前島健一                                 | Seo, Jung Duck Shin, Min Seop | マジックバス                   | 2月24日        | 第2話後半              |
| 8            | ゴッドロットの力                     | 西園悟           | まついひとゆき | 前島健一                                 | Seo, Jung Duck Shin, Min Seop | マジックバス                   | 3月3日         | 第5話終盤 第6話部分+α  |
| 9            | 激突! 獅子VS虎!                      | ふでやすかずゆき | 江上潔         | Heo, Seong Man 岩田和也                  | Noh, Seon Yeong               | MIGHTY MAX MOVIE Cho, Geum Nam | 3月10日        | 第6話前半+α            |
| 10           | ライオーガ、死す!?                   | 福田裕子         | うえだしげる   | Han, Sung Hee 岩田和也                   | Kim, Eun Ha                   | MIGHTY MAX MOVIE Cho, Geum Nam | 3月17日        | 第6話後半+α            |
| 11           | 王の戦い                             | 福田裕子         | まついひとゆき | 山﨑茂                                   | 小林一三                      | MAP                            | 3月24日        | 第7話前半+α            |
| 12           | 孤高のガンマン・ウルフェン           | 福田裕子         | まついひとゆき | 山﨑茂                                   | 小林一三                      | MAP                            | 3月31日        | 番外編+α               |
| 13           | デスハート団の陰謀                   | 土屋理敬         | うえだしげる   | Lee, Seong Chan 岩田和也                 | Kim, Eun Ha                   | MIGHTY MAX MOVIE Cho, Geum Nam | 4月7日         | 第1話後半              |
| 14           | ジグザグ川の異変                     | 土屋理敬         | うえだしげる   | Kang, Hyeon Gook 岩田和也                | Kim, Eun Ha                   | MIGHTY MAX MOVIE Cho, Geum Nam | 4月14日        | 第4話前半              |
| 15           | 牙錠砦の攻防                         | 西園悟           | 福島利規       | Kim, Sang Min 岩田和也                   | Kim, Woo Shin                 | MIGHTY MAX MOVIE Cho, Geum Nam | 4月21日        | 第4話後半              |
| 16           | 大海賊王キラーシャーク               | 西園悟           | 福島利規       | Kim, Sang Min 岩田和也                   | Kim, Woo Shin                 | MIGHTY MAX MOVIE Cho, Geum Nam | 4月28日        | 第5話前、中盤          |
| 17           | 狙われたプログレス                   | 白根秀樹         | まついひとゆき | Lee, Hak Bin 岩田和也                    | Roh, Sun Young                | MIGHTY MAX MOVIE Cho, Geum Nam | 5月5日         | アニメオリジナル       |
| 18           | 奮闘! 重装攻撃軍                     | 白根秀樹         | まついひとゆき | Lee, Hak Bin 岩田和也                    | Roh, Sun Young                | MIGHTY MAX MOVIE Cho, Geum Nam | 5月12日        | 第7話後半+α            |
| 19           | 奪われたゴッドロット                 | ふでやすかずゆき | 江上潔         | 山﨑茂                                   | 小林一三                      | MAP                            | 5月19日        | アニメオリジナル       |
| 20           | 決闘! オーガVSチタンバートン         | ふでやすかずゆき | 江上潔         | 山﨑茂                                   | 小林一三                      | MAP                            | 5月26日        | アニメオリジナル       |
| 21           | 嵐の予感                             | 福田裕子         | 菱川直樹       | Choi, Jin Hyoen 岩田和也                 | Kim, Eun Ha                   | MIGHTY MAX MOVIE Cho, Geum Nam | 6月2日         | 第14話前半+α           |
| 22           | レパーミントの決意                   | 福田裕子         | 菱川直樹       | Choi, Jin Hyoen 岩田和也                 | Kim, Eun Ha                   | MIGHTY MAX MOVIE Cho, Geum Nam | 6月9日         | アニメオリジナル       |
| 23           | 禁呪! メガテンペスト!!               | 西園悟           | まついひとゆき | 山﨑茂                                   | 福島豊明                      | ビッグバン                     | 6月16日        | 第8話前半+α            |
| 24           | 巨大水竜を倒せ!                      | 西園悟           | まついひとゆき | 山﨑茂                                   | 南伸一郎                      | ビッグバン                     | 6月23日        | アニメオリジナル       |
| 25           | 陸海空! 総力戦!                      | 土屋理敬         | 福島利規       | Lee, Seong Chan 岩田和也                 | Kim, Eun Ha                   | MIGHTY MAX MOVIE Cho, Geum Nam | 6月30日        | アニメオリジナル       |
| 26           | 死闘の果てに                         | 土屋理敬         | 福島利規       | Kang, Hyeon Gook 岩田和也                | Park, Sun Ok                  | MIGHTY MAX MOVIE Cho, Geum Nam | 7月7日         | アニメオリジナル       |
| 27           | 突入! デッドロック                   | 白根秀樹         | 江上潔         | 山﨑茂                                   | 小林一三                      | MAP                            | 7月14日        | 第9話前半 第15話一部+α |
| 28           | 深海の激戦                           | 白根秀樹         | 江上潔         | 山﨑茂                                   | 小林一三                      | MAP                            | 7月21日        | 第9話後半+α            |
| 29           | 戦慄のシャーク三兄弟                 | ふでやすかずゆき | 菱川直樹       | Choi, Jin Hyeon 小野勝巳                 | Kim, Eun Ha                   | MIGHTY MAX MOVIE Cho, Geum Nam | 7月28日        | アニメオリジナル       |
| 30           | マンタレイの叫び                     | ふでやすかずゆき | 菱川直樹       | Lee, Hak Bin 小野勝巳                    | No, Sun Yeong                 | MIGHTY MAX MOVIE Cho, Geum Nam | 8月4日         | 第12話部分+α           |
| 31           | 覚醒（バースト）! スーパーライオーガ | 福田裕子         | 菱川直樹       | Nam, Seong Min 岩田和也                  | Kim, Eun Ha                   | MIGHTY MAX MOVIE Cho, Geum Nam | 8月11日        | 第11、12話の間+α       |
| 32           | ビッグセロウ・友情の拳               | 福田裕子         | 菱川直樹       | Kang, Hyeon Gook 岩田和也                | Park, Sun Ok                  | MIGHTY MAX MOVIE Cho, Geum Nam | 8月18日        | アニメオリジナル       |
| 33           | グロリアフェスティバル開幕           | 西園悟           | 福島一三       | 山﨑茂                                   | 南伸一郎                      | ビッグバン                     | 8月25日        | アニメオリジナル       |
| 34           | 対決! オーガVSライオーガ             | 西園悟           | 福島一三       | 山﨑茂                                   | 福島豊明                      | ビッグバン                     | 9月1日         | アニメオリジナル       |
| 35           | ソアラ聖国の暗雲                     | 土屋理敬         | 江上潔         | Kang, Hyeon Gook 岩田和也                | Kim, Eun Ha                   | MIGHTY MAX MOVIE Cho, Geum Nam | 9月8日         | アニメオリジナル       |
| 36           | 三国会議・平和の誓い                 | 土屋理敬         | 江上潔         | Lee, Seong Chan 岩田和也                 | Noh, Seon Yeong               | MIGHTY MAX MOVIE Cho, Geum Nam | 9月15日        | アニメオリジナル       |
| 37           | 再戦! 宿命の両雄                     | ふでやすかずゆき | 小林一三       | 山﨑茂                                   | 小林一三                      | MAP                            | 9月22日        | アニメオリジナル       |
| 38           | 明日へ! ビーストファイト!            | ふでやすかずゆき | 小林一三       | 山﨑茂                                   | 小林一三                      | MAP                            | 9月29日        | アニメオリジナル       |
| ソアラ聖国編 |                                      |                  |                |                                          |                               |                                |                |                        |
| 20           | ライオーガ、空へ!                    | 白根秀樹         | 岩田和也       | Nam, Seong Min Kang, Hyeon Gook 岩田和也 | Kim, Eun Ha Noh, Seon Yeong   | -                              | -              | -                      |
| 21           | パーゴラーの謀略                     | 福田裕子         | 菱川直樹       | Lee, Seong Chan 石田暢                   | Kim, Eun Ha                   | -                              | -              | -                      |
| 22           | ソアラ聖国の危機                     | 西園悟           | 菱川直樹       | 山崎茂 Seo,Soon Young                    | 南伸一郎 Noh,Seon Yeong       | -                              | -              | -                      |
| 23           | 邪悪の鼓動                           | 白根秀樹         | 江上潔         | Kang, Hyeon Gook Nam, Seong Min 高橋成世 | Kim, Eun Ha Noh,Seon Yeong    | -                              | -              | -                      |
| 24           | 復活! 暗黒神の恐怖                   | 西園悟           | 小林一三       | 山崎茂                                   | 小林一三                      | -                              | -              | -                      |
| 25           | 悪の神官バンダ&ライズ                | 土屋理敬         | 木村哲         | Choi, Jin Hyoen Park, Chi Man 石田暢     | Park, Sun Ok Kim, Eun Ha      | -                              | -              | -                      |
| 26           | 絶望と勇気                           | 土屋理敬         | 小野勝巳       | Kang, Hyeon Gook 岩田和也                | Noh,Seon Yeong                | -                              | -              | -                      |

dアニメストア版
1. 鉄拳獰猛王ライオーガ
2. ビーストファイト・戦士の決闘
3. マンダル山の罠
4. ゴールダーの反乱
5. 激突！獅子 VS 虎！
6. 王の戦い
7. デスハード団の陰謀
8. 牙錠砦の攻防
9. 狙われたプログレス
10. 奪われたゴッドロッド
11. 嵐の予感
12. 禁呪！メガテンペスト!!
13. 陸海空！総力戦！
14. 突入！デッドロック
15. 戦慄のシャーク三兄弟
16. 覚醒（バースト）！スーパーライオーガ
17. グロリアフェスティバル開幕
18. ソアラ聖国の暗雲
19. 再戦！宿命の英雄
20. ライオーガ、空へ！
21. バーゴラーの謀略
22. ソアラ聖国の危機
23. 邪悪の鼓動
24. 復活！暗黒神の恐怖
25. 悪の神官バンダ&ライズ
26. 絶望と勇気

### 放送局
| 放送地域       | 放送局           | 放送期間                                       | 放送日時                          | 放送系列         | 備考                   |
| -------------- | ---------------- | ---------------------------------------------- | --------------------------------- | ---------------- | ---------------------- |
| 関東広域圏     | テレビ東京       | 2013年1月13日 - 9月29日                        | 日曜 8:44 - 9:00                  | テレビ東京系列   | 製作局                 |
| 北海道         | テレビ北海道     | 2013年1月13日 - 9月29日                        | 日曜 8:44 - 9:00                  | テレビ東京系列   | 同時ネット             |
| 愛知県         | テレビ愛知       | 2013年1月13日 - 9月29日                        | 日曜 8:44 - 9:00                  | テレビ東京系列   | 同時ネット             |
| 大阪府         | テレビ大阪       | 2013年1月13日 - 9月29日                        | 日曜 8:44 - 9:00                  | テレビ東京系列   | 同時ネット             |
| 岡山県・香川県 | テレビせとうち   | 2013年1月13日 - 9月29日                        | 日曜 8:44 - 9:00                  | テレビ東京系列   | 同時ネット             |
| 福岡県         | TVQ九州放送      | 2013年1月13日 - 9月29日                        | 日曜 8:44 - 9:00                  | テレビ東京系列   | 同時ネット             |
| 日本全域       | AT-X             | 2013年1月20日 - 10月6日                        | 日曜 18:45 - 19:00                | アニメ専門CS放送 | リピート放送あり       |
| 熊本県         | 熊本朝日放送     | 2013年2月16日 - 3月30日 2013年4月7日 - 12月1日 | 土曜 7:00 - 7:15 日曜 6:15 - 6:30 | テレビ朝日系列   |                        |
| 福島県         | 福島放送         | 2013年2月23日 - 5月11日                        | 土曜 6:00 - 6:15                  | テレビ朝日系列   | 第12話をもって打ち切り |
| 岩手県         | 岩手朝日テレビ   | 2013年2月23日 - 5月11日                        | 土曜 6:15 - 6:30                  | テレビ朝日系列   | 第12話をもって打ち切り |
| 鹿児島県       | 鹿児島放送       | 2013年3月2日 - 5月18日                         | 土曜 6:45 - 7:00                  | テレビ朝日系列   | 第12話をもって打ち切り |
| 広島県         | 広島ホームテレビ | 2013年3月2日 - 11月16日                        | 土曜 7:00 - 7:15                  | テレビ朝日系列   |                        |

## DVD
- 前番組『メタルファイト ベイブレード ZEROG』と同様にレンタルのみ。15分番組を1巻4話形式にして収録し、全10巻。
  - 「ビーストサーガ 第1巻」（第1話 - 第4話収録） - 2013年5月22日レンタル開始
  - 「ビーストサーガ 第2巻」（第5話 - 第8話収録） - 2013年6月19日レンタル開始
  - 「ビーストサーガ 第3巻」（第9話 - 第12話収録） - 2013年7月24日レンタル開始
  - 「ビーストサーガ 第4巻」（第13話 - 第16話収録） - 2013年8月21日レンタル開始
  - 「ビーストサーガ 第5巻」（第17話 - 第20話収録） - 2013年9月18日レンタル開始
  - 「ビーストサーガ 第6巻」（第21話 - 第24話収録） - 2013年10月23日レンタル開始
  - 「ビーストサーガ 第7巻」（第25話 - 第28話収録） - 2013年11月20日レンタル開始
  - 「ビーストサーガ 第8巻」（第29話 - 第32話収録） - 2013年12月18日レンタル開始
  - 「ビーストサーガ 第9巻」（第33話 - 第36話収録） - 2014年1月22日レンタル開始
  - 「ビーストサーガ 第10巻」（第37話 - 第38話収録） - 2014年2月19日レンタル開始

## 漫画
『最強ジャンプ』にてアニメに先駆けて連載された。作者は本城まなぶ。
- 1「鉄拳獰猛王ライオーガ」2012年8月3日発売。（ISBN 978-4-08-870495-1）
- 2「激闘!!ビーストファイト!!」2012年9月4日発売。（ISBN 978-4-08-870512-5）
- 3「激突!シャーク3兄弟」2013年1月4日発売。（ISBN 978-4-08-870610-8）
- 4「ソアラ聖国」2013年8月2日発売。（ISBN 978-4-08-870795-2）
- 5「暗黒神デスコンドル」2014年1月4日発売。（ISBN 978-4-08-880002-8）

## 小説
『集英社みらい文庫』にてタカラトミー原作の小説が発売された。著者は澁谷貴志、イラストは樽谷純一。
- 「陸の書」2013年1月4日発売。（ISBN 978-4-08-321136-2）

## ゲーム
日本コロムビアよりニンテンドー3DSソフト『ビーストサーガ 最強激突コロシアム!』が2013年7月25日発売された。